# Anse Lazio

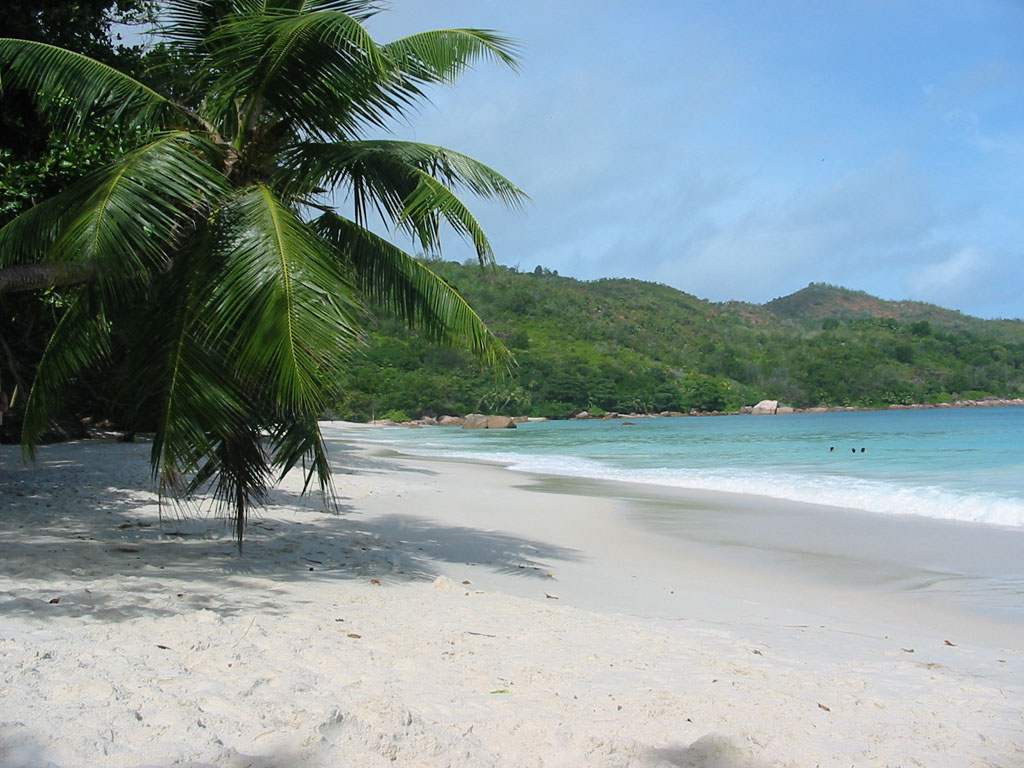
Anse Lazio

Anse Lazio is een strand aan de noordwestkust van het eiland Praslin, het op een na grootste eiland van de Seychellen. Het is een van de populairste en meest bezochte stranden van het land. Het strand ligt aan de Chevalierbaai en wordt begrensd door grote granietrotsen aan beide uiteinden.